# Královna Alžběta: Zlatý věk
Královna Alžběta: Zlatý věk (v anglickém originále Elizabeth: The Golden Age) je koprodukční historický film z roku 2007 režiséra Shekhara Kapura, pokračování snímku Královna Alžběta z roku 1998. Hlavní postavu anglické královny Alžběty I. ztvárnila Cate Blanchett.

## Děj
Španělský král Filip II. vyhlásil v roce 1585 válku protestantské Anglii královny Alžběty. Tu mezitím její rádce sir Francis Walsingham přesvědčuje, aby se vdala a počala dítě, protože stárne, a pokud nebude mít potomka, trůn přejde na její sokyni skotskou královnu Marii. Alžběta ale řadu nápadníků odmítá. Ke dvoru se v té době vrací také Walter Raleigh s dary pro královnu. Alžběta je jimi ohromena a požádá svou dvorní dámu Bess Throckmortonovou, aby jej sledovala. Té se Raleigh líbí taky a naváže s ním poměr.
Jezuité s Filipem II. mezitím plánují atentát na Alžbětu a chtějí dosadit na trůn Marii. Walsingham Alžbětu varuje před Španělskem a katolíky, ale ona odmítá své poddané nutit ke sdílení její protestantské víry. Walsinghamův bratr ví o přípravě atentátu, ale Walsingham jej nechává sledovat a pak uvěznit. Prozradí plány Alžbětě, která kvůli tomu kontaktuje španělské diplomaty. Španělský velvyslanec tvrdí, že o ničem neví a obviňuje Alžbětu z toho, že nechává loupit zlato ze španělských lodí a ze vztahu s Raleighem. Královna pak vyžene Španěly od dvora. Filip II. mezitím buduje lodě, aby postavil Armadu a zaútočil na Anglii.
Anthony Babington, naverbovaný jezuity, se v kostele pokusí Alžbětu neúspěšně zastřelit. Později Walsinghamovi prozradí, že do zbraně nedal kulku. Alžběta se pak dozví, že do všeho byla zapletena Marie, a na radu Walsinghama ji nechá popravit. Walsinghamovi pak dojde, že to měli jezuité celou dobu v plánu - Filip nikdy nechtěl, aby se Marie stala královnou, pouze chtěl její smrt využít jako záminku pro válku. Smrt poslední legitimní dědičky trůnu mu umožní dosadit na trůn svou dceru jako loutkovou královnu. Alžběta učiní z Raleighe kapitána královské stráže. Bess zjistí, že je s Raleighem těhotná. Pár se tajně vezme. Bess vše později přizná královně, která se rozčílí, zbije ji a připomene jí, že se nesmí vdát bez královského souhlasu. Alžběta vyžene Bess od dvora a nechá Raleigho uvěznit.
Armada pak zahájí svůj postup ke kanálu La Manche. Alžběta pak Bess odpustí a Raleigho pošle s Francisem Drakem do boje. Alžběta pak v Tilbury v plné zbroji promluví ke své armádě. Armada početně převyšuje anglické loďstvo, ale v poslední chvíli začne bouře, která Španěly nažene k pláži. Španělské lodě se pak nemohou pohybovat a Angličané na ně zaútočí. Alžběta sleduje na pobřeží, jak se Armada v plamenech potápí. Alžběta se na konci filmu rozloučí s Walsinghamem na smrtelné posteli a požehná dítěti Raleighových.

## Odlišnosti od skutečnosti
Zobrazení historických událostí bylo kvůli uměleckému zpracování pozměněno. Toto jsou některé odchylky od skutečnosti:
- Walter Raleigh je zobrazen jako hlavní postava porážky španělské Armady, zatímco Francis Drake ani další klíčové postavy bitvy se ve filmu neobjevují. Raleigh převzal ve filmu také roli Roberta Dudleyho.
- Charles Howard, 1. hrabě z Nottinghamu, ve filmu říká: "Ztrácíme příliš mnoho lodí." Ve skutečnosti Anglie v bitvě o žádnou loď nepřišla.
- Ve filmu je Alžbětiným rádcem John Dee. Ten byl ale v té době na cestách po Evropě a nevrátil se dříve než rok po porážce Armady. Skutečný Alžbětin rádce William Cecil ve filmu vůbec není.
- Vůdce jezuitů Robert Reston je kompletně vymyšlený, ačkoli je založen na skutečném jezuitovi Johnu Ballardovi, jenž inicioval atentát na Alžbětu. Ballardova smrt ale už byla v prvním filmu, takže musel být nahrazen.
- V roce 1585 bylo Alžbětě 52. Ve filmu je jí představována řada uchazečů o její ruku. To se ve skutečnosti odehrávalo dříve.
- Infantka Isabela je ve filmu v roce 1588 zobrazena jako dítě, ve skutečnosti jí bylo 21.
- Bess Throckmorton otěhotněla s Raleighem tři roky po porážce Armady, ne vzápětí poté.
- Marie Stuartovna má ve filmu skotský přízvuk, ačkoli ve skutečnosti měla pravděpodobně francouzský přízvuk, protože byla od 5 let vychovávána ve Francii a do Skotska se vrátila až v dospělosti.
- Španělští vyslanci ve filmu navštěvují Alžbětu s meči. Kvůli hrozbě atentátu ale mohli mít v Alžbětině přítomnosti u dvora zbraně pouze příslušníci královské stráže.
- Poprava Marie Stuartovny se ve filmu odehrála krátce po jejím zatčení. Ve skutečnosti byla ale držena 19 let v zajetí na různých místech.

## Obsazení
| Cate Blanchett        | Alžběta I.                             |
| Geoffrey Rush         | Francis Walsingham                     |
| Clive Owen            | Walter Raleigh                         |
| Rhys Ifans            | Robert Reston                          |
| Jordi Mollà           | Filip II. Španělský                    |
| Abbie Cornish         | Bess Throckmorton                      |
| Samantha Morton       | Marie Stuartovna                       |
| Susan Lynch           | Annette Fleming                        |
| Eddie Redmayne        | Anthony Babington                      |
| Tom Hollander         | Amias Paulet                           |
| David Threlfall       | John Dee                               |
| Adam Godley           | William Walsingham                     |
| Laurence Fox          | Christopher Hatton                     |
| William Houston       | Guerau de Espés                        |
| Christian Brassington | Karel II., arcivévoda rakouský         |
| John Shrapnel         | Charles Howard, 1. hrabě z Nottinghamu |
| Kelly Hunter          | Ursula Walsingham                      |

## Ohlas
Během prvního víkendu po uvedení utržil snímek ve Spojených státech a Kanadě více než 6 milionů dolarů a stal se tak šestým nejúspěšnějším filmem víkendu. Ve Spojeném království film během úvodního víkendu utržil 2,8 milionu dolarů (čtvrtý nejúspěšnější snímek víkendu). Celkové celosvětové tržby filmu činily více než 74 milionů dolarů, z toho asi 446 tisíc v Česku.
Ačkoli herecký výkon Cate Blanchett byl hodnocen příznivě, film jako celek sklidil spíše smíšené až negativní reakce kritiky. Agregátor filmových recenzí Rotten Tomatoes hodnotí snímek na základě 165 recenzí 35%. Podobný server Metacritic ohodnotil film na základě 35 recenzí 45 body ze 100, což znamená průměrné hodnocení.
Peter Bradshaw z The Guardian udělil filmu 1 hvězdičku z 5, poukázal na historický revizionismus a melodrama ve filmu. Pokračování podle něj ve srovnání s kvalitním prvním filmem kleslo na úroveň romantického příběhu od Jeana Plaidyho. Roger Ebert dal snímku 2,5 hvězdičky ze 4 a vyzdvihl kostýmy a hudbu v některých scénách. Chválil rovněž herecké výkony, zejména Cate Blanchett jako královnu Alžbětu I.
Film byl některými kritiky hodnocen jako antikatolický s tím, že sleduje tradiční anglický pohled na vlastní historii. Steven D. Greydanus v National Catholic Register jej srovnal s Šifrou mistra Leonarda. Stephen Whitty z The Star-Ledger prohlásil: "Tento film srovnává katolictví s kultem z nějakého filmového horroru, obsahuje děsivé záběry na zpívající mnichy a blýskající se krucifixy." Režisér Shekhar Kapur takovou kritiku odmítl: "Film je ve skutečnosti velmi, velmi hluboce ne-antikatolický. Je proti extrémním formám náboženství. V té době španělská církev, nebo Filip tvrdili, že mají v úmyslu obrátit celý svět na velmi čistou formu katolicismu. Takže on není antikatolický. Je proti jednotné interpretaci božího slova." Kapur prý prezentuje Alžbětu jako tolerantnější osobu, než byl Filip.

### Ocenění a nominace
| Ocenění                            | Kategorie                                           | Nominovaný                         | Výsledek  |
| ---------------------------------- | --------------------------------------------------- | ---------------------------------- | --------- |
| Art Directors Guild Awards         | nejlepší výprava (historický film)                  |                                    | nominace  |
| Critics' Choice Movie Awards       | nejlepší ženský herecký výkon v hlavní roli         | Cate Blanchett                     | nominace  |
| Costume Designers Guild Awards     | nejlepší kostýmy (historický film)                  | Alexandra Byrne                    | nominace  |
| Donatellův David                   | nejlepší evropský film                              |                                    | nominace  |
| Filmová cena Britské akademie      | nejlepší ženský herecký výkon v hlavní roli         | Cate Blanchett                     | nominace  |
| Filmová cena Britské akademie      | nejlepší kostýmy                                    | Alexandra Byrne                    | nominace  |
| Filmová cena Britské akademie      | nejlepší masky                                      | Jenny Shircore                     | nominace  |
| Filmová cena Britské akademie      | nejlepší výprava                                    | Guy Hendrix Dyas a Richard Roberts | nominace  |
| Oscar                              | nejlepší ženský herecký výkon v hlavní roli         | Cate Blanchett                     | nominace  |
| Oscar                              | nejlepší kostýmy                                    | Alexandra Byrne                    | vítězství |
| Satellite Awards                   | nejlepší kostýmy                                    | Alexandra Byrne                    | vítězství |
| Satellite Awards                   | nejlepší výprava                                    | Guy Hendrix Dyas a David Allday    | vítězství |
| Screen Actors Guild Awards         | nejlepší ženský herecký výkon v hlavní roli         | Cate Blanchett                     | nominace  |
| St. Louis Film Critics Association | nejlepší ženský herecký výkon v hlavní roli         | Cate Blanchett                     | nominace  |
| Zlatý glóbus                       | nejlepší ženský herecký výkon v hlavní roli (drama) | Cate Blanchett                     | nominace  |